# Парламентские дебаты
Парламентские дебаты ― интеллектуальное образовательное студенческое движение и стиль дебатов, в основу которого положена имитация классических парламентских прений.
Данный формат является наиболее демократическим из всех существующих. В первую очередь это объясняется большим количеством вариантов этого формата. Самыми распространёнными являются две разновидности этого формата: британский и американский.

## Британский формат парламентских дебатов
Британский формат Парламентских дебатов сформировался в начале XX века в Великобритании. Ведущими центрами, вокруг которых сформировался этот формат, стали университеты городов Оксфорда, Кембриджа, Лимерика, Дархема, Бристоля, Глазго и Эдинбурга. На сегодняшний день этот формат наиболее широко представлен в Великобритании и Ирландии, а также других странах Европы, и является официальным форматом Мировых чемпионатов Парламентских дебатов (Worlds). В этих соревнованиях принимают участие около 300 команд со всего мира. Как правило, эти команды представляют университеты и колледжи, ведь Парламентские дебаты считаются «студенческим — университетским форматом». Первый чемпионат состоялся в 1992 году в Ирландии. В дальнейшем турнир принимали Корк, Принстон, Афины, Манила, Мельбурн и другие города. В 2002 году чемпионат проходил в Торонто. Победу на нем получила команда Оксфордского университета.

## Американский формат парламентских дебатов
Американский формат распространен, в первую очередь, в Канаде и США. В Канаде этот формат развивается местной Канадской организацией межуниверситетских дебатов Canadian University Student Intercollegiate Debate Organization (CUSID) Архивная копия от 11 февраля 2016 на Wayback Machine. 
Что касается США, то в них действуют сразу две организации: American Parliamentary Debate Association (APDA действует на Северном Востоке и в Калифорнии), и National Parliamentary Debate Association (NPDA Архивная копия от 29 января 2022 на Wayback Machine — на Западе, Среднем Западе и Юге страны). Но это совсем не значит, что в Европе не играют в Американский формат, также нельзя говорить, что в США ничего не слышали о Британском формате. Парламентские дебаты, а именно Американский формат, приобрели популярность в дебатной среде США в середине 1990-х годов. Именно на это время приходится проведение I национального чемпионата под эгидой NPDA. Это произошло в 1994 году в Колледже штата Колорадо. В I чемпионате приняли участие более 50 команд, но с каждым следующим чемпионатом их количество растет.
Причина популярности Парламентских дебатов заключается в том специфическом положении, в котором оказалось дебатное движение США в 1990-х годах. По мнению многих дебатских тренеров, дебаты в США стали слишком академическими, профессиональными и плохо сфокусированными на публику. Презентация и умение убеждать потеряли своё первоначальное значение. Дебатное движение нуждалось в притоке «свежей крови». И эту функцию выполнили парламентские дебаты.

## Парламентские дебаты в искусстве
Фильмы:
- «Большие спорщики» («The Great Debaters»), США, 2007 г.

## Внешние ссылки
- Британский формат парламентских дебатов: полное описание
- Официальный русскоязычный сайт Международной образовательной ассоциации дебатов (IDEA)
- Официальный сайт образовательного портала онлайн дебатов SmartDebate